# Togo ai Giochi della XXVIII Olimpiade
Il Togo partecipò ai Giochi della XXVIII Olimpiade, svoltisi ad Atene, Grecia, dal 13 al 29 agosto 2004, con una delegazione di 3 atleti impegnati in due discipline.

## Risultati

### Atletica leggera
| Q | Qualificato al turno successivo per la posizione in qualificazione                                                           |
| q | Qualificato per il turno successivo per ripescaggio o, negli eventi su campo, conquistando la misura minima per qualificarsi |

Maschile
Eventi su pista e strada
| Atleta      | Evento      | Batteria  | Batteria   | Semifinale      | Semifinale      | Finale          | Finale          |
| Atleta      | Evento      | Risultato | Classifica | Risultato       | Classifica      | Risultato       | Classifica      |
| ----------- | ----------- | --------- | ---------- | --------------- | --------------- | --------------- | --------------- |
| Jan Sekpona | 800 m piani | 1'54"25   | 8º         | non qualificato | non qualificato | non qualificato | non qualificato |

Femminile
Eventi su pista e strada
| Atleta                   | Evento      | Batteria  | Batteria   | Semifinale      | Semifinale      | Finale          | Finale          |
| Atleta                   | Evento      | Risultato | Classifica | Risultato       | Classifica      | Risultato       | Classifica      |
| ------------------------ | ----------- | --------- | ---------- | --------------- | --------------- | --------------- | --------------- |
| Sandrine Thiébaud-Kangni | 400 m piani | 52"87     | 7ª         | non qualificata | non qualificata | non qualificata | non qualificata |

### Canoa/kayak
Slalom
| Atleta            | Evento    | Qualificazioni | Qualificazioni | Qualificazioni | Qualificazioni | Qualificazioni | Qualificazioni | Semifinale | Semifinale | Finale          | Finale          | Finale          | Finale          |
| Atleta            | Evento    | Discesa 1      | Pos.           | Discesa 2      | Pos.           | Totale         | Pos.           | Tempo      | Pos.       | Tempo           | Pos.            | Totale          | Pos.            |
| ----------------- | --------- | -------------- | -------------- | -------------- | -------------- | -------------- | -------------- | ---------- | ---------- | --------------- | --------------- | --------------- | --------------- |
| Benjamin Boukpeti | Slalom K1 | 96.99          | 9º             | 101.93         | 21º            | 198.92         | 15º Q          | 102.42     | 18º        | non qualificato | non qualificato | non qualificato | non qualificato |